# Blues Incorporated
Blues Incorporated war eine britische Bluesband in den 1960er Jahren. Es war die erste europäische Bluesband, die elektrisch verstärkt spielte. Der Einfluss der Band um Frontman Alexis Korner wird oft unterschätzt, prägte sie doch die Musik der 1960er Jahre wesentlich mit und war Brutstätte für Bands wie die Rolling Stones, Animals, John Mayall’s Bluesbreakers oder Free.

## Gründung und Geschichte
Die Band wurde 1961 von Alexis Korner und Cyril Davies in London gegründet. Die Bluesfans Korner und Davies hatten bereits früher zusammengearbeitet und ein eigenes Musiklokal aufgemacht, den London Blues und Barrelhouse Club. Zunächst spielte die Gruppe samstags im Ealing Rhythm & Blues Club, der im Untergeschoss eines Teeladens lag, direkt an der Londoner U-Bahn-Station Ealing Broadway. Ab Mai 1962 trat die Band regelmäßig auch donnerstags im Marquee Club auf – das erste Mal vor 127 Gästen. Aber schon vier Monate später wurden dort – dem SPIEGEL zufolge – an jedem Blues-Donnerstag mehr als 1000 Besucher gezählt. Im selben Jahr vertrat Mick Jagger Korner (während dieser in der BBC-Fernsehsendung auftrat) im Marquee Club, wobei auch Keith Richards, Brian Jones, der von Korner gebeten wurde, mit seiner Band für ihn und Davies einzuspringen, und Charlie Watts mitwirkten. Das im Juni 1962 eingespielte und im November darauf veröffentlichte Debütalbum von Blues Incorporated trägt zwar den Titel R&B from the Marquee, wurde aber in den Decca-Studios im Londoner Stadtteil West Hampstead aufgenommen.
Als Korner den Hammondspieler und Saxofonisten Graham Bond dazu holte, verließ Davies die Band. Blues Incorporated hatte zunächst neben Eigenkompositionen klassische Bluesnummern von Muddy Waters, Jimmy Witherspoon, Leroy Carr, Ma Rainey oder Willie Dixon im Repertoire, nahm aber später auch Stücke von Ray Charles, W. C. Handy, Charles Mingus und Herbie Hancock auf. Stilistisch zwischen Jazz, Rockmusik und Rhythm and Blues angesiedelt, wurde Blues Incorporated zu einer Brutstätte für Musikerkarrieren im Bereich der Rock- und Jazzmusik. Insbesondere in den Anfangsjahren wechselte die Besetzung häufig; dies wurde dadurch begünstigt, dass sich die Band auf Live-Auftritte konzentrierte und einen Kranz von Musikern rund um die Band zu Sessions einlud. Die letzten Besetzungen mit der später zur Folkjazz-Gruppe Pentangle wechselnden Rhythmusgruppe Danny Thompson und Terry Cox waren hingegen recht beständig.
1967 löste Korner die Band auf, trat aber im August 1968 noch einmal unter diesem Namen für die BBC auf.

## Bedeutung
Zu den Bands, die aus Blues Incorporated hervorgingen, zählen die Animals, die Graham Bond Organisation, die Gruppe von Manfred Mann und vor allem die Rolling Stones. Korners Band trug sowohl zu einem Blues-Revival in Europa bei als auch zur Ausbildung einer auf dem Blues basierenden britischen Variante der Rockmusik.

## Diskografie

### Singles
- 1962: Up Town / Blaydon Races
- 1963: I Need Your Loving / Please, Please, Please
- 1964: Little Baby / Roberta
- 1965: See See Rider / Blues à la King
- 1966: River's Invitation / Everyday I Have the Blues

### Alben
- 1962 R&B from the Marquee
- 1964 At the Cavern
- 1964 Red Hot from Alex
- 1965 Alexis Korner’s Blues Incorporated
- 1966 Sky High
- 1967 I Wonder Who
- 1972 Bootleg Him! (Compilation)